# Chamosorion

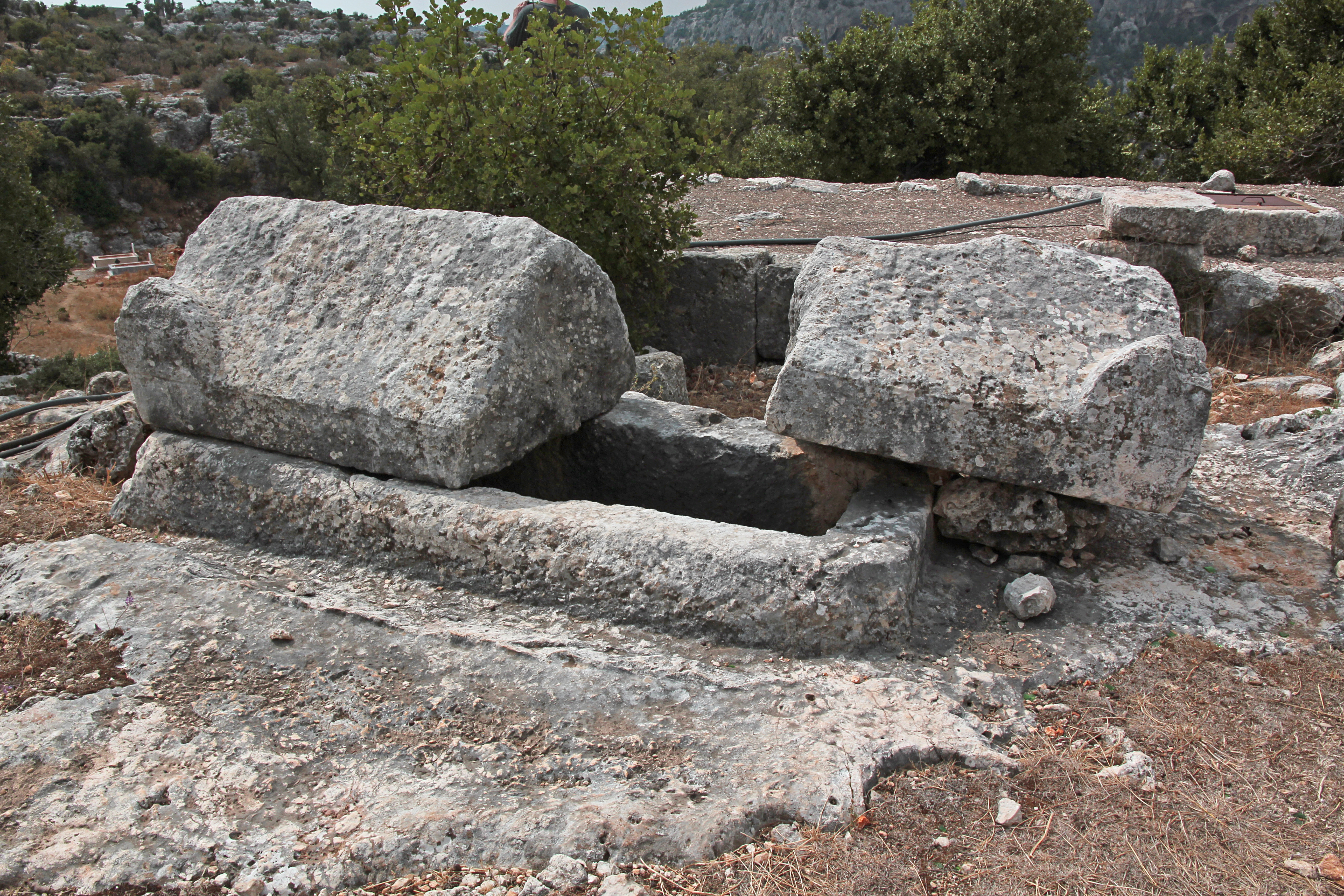
Chamosorium in Tekkadın

Ein Chamosorion (altgriechisch χαμοσόριον, latinisiert Chamosorium) ist eine in der Antike zur Bestattung in den anstehenden Felsen gehauene Grabgrube oder -wanne. Es ist im Allgemeinen rechteckig und ähnelt damit in der Form einem Sarkophag. Es wird mit einem ebenfalls steinernen Deckel verschlossen. Dieser kann eine einfache Deckel- oder Dachform haben, aber auch mit ornamentalen oder figürlichen Darstellungen sowie mit Inschriften ausgestattet sein. Chamosorien waren seit hellenistischer Zeit in der gesamten antiken Welt gebräuchlich und treten unter anderem in Lykien und Kilikien häufig auf.
Chamosorien dienten oft der Körperbestattung nicht allzu wohlhabender Personen. Die obere Öffnung des in den Fels geschlagenen Raums wurde aus Kostengründen meist kleiner gehalten als die eigentliche Aushöhlung, da dadurch bei der Größe des separat angefertigten Deckels gespart werden konnte. Gelegentlich reiche Verzierungen am Deckel und teilweise im Umfeld zeigen, dass auch bei begüterten Familien Chamosorien nicht ungewöhnlich waren.